# Sherlock Holmes Baffled
Sherlock Holmes Baffled ist ein Stummfilm von Arthur Marvin aus dem Jahr 1900. Es ist der erste bekannte Film, in dem die Figur des Sherlock Holmes verwendet wurde.

## Handlung
Ein Einbrecher raubt ein Zimmer aus. Sherlock Holmes betritt den Raum und ertappt den Dieb, der sich sogleich schlagartig in Luft auflöst. Dies irritiert den Detektiv, der sich daraufhin auf einem Stuhl niederlässt, um eine Zigarre zu rauchen. In diesem Moment erscheint der Einbrecher aus dem Nichts wieder vor Holmes, der seine Pistole zieht und auf den Mann schießt. Doch der Einbrecher verschwindet abermals und taucht hinter Holmes wieder auf. Holmes fährt herum und versucht den Dieb zu ergreifen, doch der macht sich erneut unsichtbar. Nun nimmt Holmes den Beutel mit dem Diebesgut an sich und will das Zimmer verlassen, als der Einbrecher wieder erscheint und durch das Fenster ins Freie flüchtet.

## Hintergrund
Über die Hintergründe der Entstehung dieses kurzen Films ist nahezu nichts bekannt. Seine filmgeschichtliche Bedeutung gewinnt er dadurch, dass es der nach heutigem Wissen älteste Sherlock-Holmes-Film ist, wenngleich der dargestellte Charakter keine nennenswerten Ähnlichkeiten mit der literarischen Figur vorweisen kann. Im Vordergrund dieses Kurzfilms steht aber die Anwendung der um die Jahrhundertwende populären Stoptricks. Produziert wurde Sherlock Holmes baffled am 26. April 1900. Während die Darsteller dieses Films unbekannt sind, wird die Bedienung der Kamera Arthur Marvin, dem Bruder des Mitbegründers der Biograph Company Henry Marvin, zugeschrieben. Eine Kopie des Kamerapositivs auf Papierfilm wird in der Library of Congress aufbewahrt.